# Beck – Utom rimligt tvivel
Beck – Utom rimligt tvivel är en svensk TV-film som hade premiär på C More den 4 december 2020. Filmen är den andra i sjunde säsongen baserade på Sjöwall Wahlöös fiktiva polis Martin Beck. Den är regisserad av Pontus Klänge, med manus skrivet av Veronica Zacco.

## Handling
I samband med ett polisingripande påträffas ett dött spädbarn i bagageutrymmet på en bil, vilket gör att Beck-gruppen snabbt hamnar i skottlinjen för en till synes kallblodig mördare. Men saker är inte vad de verkar. Gruppen blir föremål för en påfrestande internutredning och Oskar hamnar i ett riktigt svårt dilemma. Det blir Alex uppgift att lösa en både ovanligt och ofattbart grym mordgåta, medan Beck-gruppen riskerar att falla samman inifrån. Martin Beck är tveksam till hennes sätt att hantera fallet, samtidigt som han själv tycks genomgå en personlighetsförändring. Pressen på Beck-gruppen blir hård, både internt och externt, när media får nys om den misslyckade polisinsatsen och det sorgliga fyndet i bakluckan. Det här ska visa sig bli ett av gruppens mest emotionella fall.

## Rollista
- Peter Haber – Martin Beck
- Måns Nathanaelson – Oskar Bergman
- Rebecka Hemse – Inger
- Ingvar Hirdwall – Grannen
- Anna Asp – Jenny Bodén
- Jennie Silfverhjelm – Alexandra "Alex" Beijer
- Martin Wallström – Josef Eriksson
- Elmira Arikan - Ayda Çetin
- Jonas Karlsson - Klas Fredén
- Åsa Karlin - Bergström
- Tommy Wättring - Vilhelm Beck
- Amanda Jansson - Ida Lind
- Magnus af Sandeberg - Björn Lind
- Björn Elgerd - Hampus Säter
- Rolf Lydahl - Rolf Säter
- Ann-Sofie Rase - Internutredare 1
- Christoffer Aigevi  (L. Jonsson) - Internutredare 2
- Jonatan Bökman - Patric
- Evamaria Björk - Föreläsaren
- Camilla Larsson - Rättsläkaren
- Görel Crona - Ebba von Schéele
- Helena Lindegren - Journalist
- Madeleine Meurman - Elin Mörner
- Peter Mörlin - Bärgaren
- Anders Nordahl - Stefan Larsson
- Carl-Petter Eriksson - Civilpolis
- Johan Eriksson - Polis